# 두극 신경세포
두극 신경세포(bipolar neuron, 양극 신경원) 또는 두극 세포(bipolar cell, 양극 세포(兩極 細胞))는 축삭과 세포체에서 반대 방향으로 뻗어 있는 수상돌기를 갖는 것을 특징으로 하는 뉴런 유형이다. 이 뉴런은 주로 망막과 후각 시스템에서 발견된다. 7주부터 8주까지의 발생기는 양극성 뉴런 발달이 시작되는 시기이다.
많은 양극성 세포는 감각 전달에 특화된 감각 뉴런(구심성 뉴런)이다. 따라서 이들은 후각, 시각, 미각, 청각, 촉각, 균형감각 및 고유 감각을 위한 감각 경로의 일부이다. 뉴런의 다른 모양 분류에는 단극성 뉴런, 유사단극성 뉴런 및 다극성 뉴런이 포함된다. 배아 발달 동안, 유사단극성 뉴런은 모양이 양극성으로 시작하지만 성숙함에 따라 유사단극성 뉴런이 된다.
일반적인 예로는 망막 양극성 세포, 전정와우 신경(뇌신경 VIII)의 나선 신경절 및 전정 신경절, 원심성신경섬유(운동 뉴런) 신호를 전송하여 근육 제어 및 후각을 위한 후각 상피(축색돌기는 후각 신경을 형성함)에서의 후각 수용체 뉴런을 제어하는 양극성 세포의 광범위한 사용이 있다.

## 같이 보기
- 망막 두극 세포(retina bipolar cell)
- 다극신경세포 (multipolar neuron, 뭇극신경세포)
- 알파 운동 신경세포
- 작은세포성 세포 (parvocellular cell)
- 홑극신경세포 (unipolar neuron, 단극신경세포, 단극신경원)
- 거짓홑극신경세포 (pseudounipolar neuron, 가성단극신경세포, 위단극신경원)
- 나선신경절 (spiral ganglion, 달팽이신경절, cochlear ganglion)
- 달팽이축 (modiolus, 와우축)
- 볼굴대 (modiolus)
- 안뜰신경절 (vestibular ganglion, 전정신경절, 스카르파신경절, Scarpa's ganglion)
- 후각 수용기 신경세포 (olfactory receptor neuron, 후각 수용체 신경세포)
- 후각상피 (olfactory epithelium, 후상피)
- 무극 신경원(Anaxonic neuron)